# 巴拉顿 (赫维什州)
巴拉顿（匈牙利語：Balaton）是匈牙利赫维什州所辖的一个村。总面积13.20平方公里，总人口1105，人口密度83.7人/平方公里（2011年1月1日）。